# Atractia comata
Atractia comata är en tvåvingeart som beskrevs av Hermann 1912. Atractia comata ingår i släktet Atractia och familjen rovflugor. Inga underarter finns listade i Catalogue of Life.